# 照鏡
照鏡，是臺灣桃園市大園區的一個傳統地域名稱，位於該區南部。相較於今日行政區，其範圍大致為田心里南部。

## 歷史
台灣清治末期至日治初期，照鏡地區為一街庄，稱為「照鏡庄」，隸屬於竹北二堡。該庄北與田心仔庄為鄰，東隔老街溪與橫山庄為界，南邊為洽溪仔庄，西邊隔田心子溪與雙溪口庄為界。
1901年（日治明治三十四年）11月，全台廢縣廳改設二十廳，該庄隸屬於桃仔園廳。1903年（明治三十六年），改名桃園廳。1909年（明治四十二年）10月，合併二十廳為十二廳，該庄隸屬不變。1920年（大正九年），廢十二廳改設五州二廳，該庄改制為「照鏡」大字，隸屬於新竹州桃園郡大園庄。
戰後大園庄改制為大園鄉，隸屬於新竹縣，大字亦改制為村。1950年桃、竹、苗分治，大園鄉改隸屬於桃園縣。2014年12月，桃園縣升格為直轄桃園市，大園鄉改制為大園區，村亦改制為里。

## 聚落
本地區發展較早的聚落為頂照鏡，在日治期初期的官方地圖上已有記載。此外，本地區尚有田心、洽溪等聚落。

## 交通
區道桃45線（華興路二段）是大園至廣興的道路，也是縱貫本地區的聯外道路，大致以西北—東南走向轉縱向經過本地區。由該道路向西北轉北可前往田心子並止於區道桃43線路口，向南可前往洽溪子、芝芭里、中壢市區並止於市道114號路口。